# Burni Nuning
Burni Nuning är ett berg i Indonesien.   Det ligger i provinsen Sumatera Utara, i den västra delen av landet, 1 500 km nordväst om huvudstaden Jakarta. Toppen på Burni Nuning är 1 350 meter över havet, eller 89 meter över den omgivande terrängen. Bredden vid basen är 0,65 km.
Terrängen runt Burni Nuning är kuperad åt nordost, men åt sydväst är den bergig. Terrängen runt Burni Nuning sluttar österut. Runt Burni Nuning är det mycket glesbefolkat, med 3 invånare per kvadratkilometer. I omgivningarna runt Burni Nuning växer i huvudsak städsegrön lövskog.